# Escharella acuta
Escharella acuta is een mosdiertjessoort uit de familie van de Escharellidae. De wetenschappelijke naam van de soort is voor het eerst geldig gepubliceerd in 1993 door Zabala, Maluquer & Harmelin.